# رينالد بيدروس
رينالد بيدروس (بالفرنسية: Reynald Pedros) (10 أكتوبر 1971 في سانتر) لاعب كرة قدم فرنسي ذو أصول إسبانية معتزل كان يجيد اللعب في مركز الوسط المهاجم .

## المسيرة الرياضية مع الأندية
بدأ بيدروس مسيرته الرياضية في نادي نانت وكون مع باتريس لوكو ونيكولاس ويديك ثلاثيا ناجحا حقق للنادي بطولة دوري الدرجة الأولى سنة 1995 وفي الموسم التالي وصل النادي إلى الدور النصف النهائي من بطولة دوري أبطال أوروبا . تنقل بين عدة أندية من دون تحقيق أي نجاح حتى قرر الاعتزال نهائيا في سنة 2008 .

## المسيرة الرياضية مع المنتخبات
تمت معاملته كما تمت معاملة دافيد جينولا حيث تسببا في خسارة منتخب فرنسا لآخر مباراتين في تصفيات كأس العالم 1994 أمام منتخبي منتخب إسرائيل 2-3 ثم منتخب بلغاريا 1-2 ونتيجة ولذلك قرر مدرب منتخب فرنسا إيمي جاكيه عدم استدعائه على الرغم من اعتباره أحد أفضل لاعبي الوسط الفرنسيين ومتفوقا على زين الدين زيدان إلا أن جاكيه رضخ قبل أيام من بداية بطولة كأس الأمم الأوروبية لكرة القدم 1996 التي أقيمت في إنجلترا وقرر استدعائه ووصل منتخب فرنسا للدور النصف النهائي حيث واجه منتخب جمهورية التشيك وانتهى الوقتان الأصلي والإضافي بالتعادل السلبي بدون أهداف ة لجئا لركلات الجزاء الترجيحية . تقدم بيدروس لتنفيذ ركلة الجزاء السادسة وسددها بطيئة وضعيفة استطاع حارس المرمى بيتر كوبا صدها ثم تقدم المدافع ميلان كادليتش ونفذ ركلة الجزاء بنجاح ومن ساعتها لم يتم استدعاء بيدروس مجددا لصفوف منتخب فرنسا .

## الإنجازات

### كلاعب
نادي نانت
- الدوري الفرنسي الدرجة الأولى : 1994–95

### كمدرب
أولمبيك ليون
- الدوري الفرنسي لكرة القدم للسيدات : 2017–18، 2018–19
- كأس فرنسا للسيدات : 2018–19
- دوري أبطال أوروبا للسيدات : 2018–19، 2019–20

 المغرب للسيدات
- كأس الأمم الإفريقية للسيدات :
  -  المركز الثاني : 2022
- بطولة مالطا الدولية :
  - البطل : 2022

## روابط خارجية
- رينالد بيدروس على موقع الاتحاد الأوربي (الإنجليزية)
- رينالد بيدروس على موقع رابطة كرة القدم الفرنسية للمحترفين (الإنجليزية)
- رينالد بيدروس على موقع قاعدة بيانات كرة القدم.إي يو (الإنجليزية)
- رينالد بيدروس على موقع ليكيب (الفرنسية)
- رينالد بيدروس على موقع ناشيونال فوتبول تيمز (الإنجليزية)
- رينالد بيدروس على موقع Soccerway.com (الإنجليزية)
- رينالد بيدروس على موقع عالم كرة القدم.نت (الإنجليزية)